# سمنان (الزلفي)
سـمـنـان قرية قديمة فيها مركز إمارة وهي من أهم القرى في محافظة الزلفي وأقدمها وتقع على ضفاف وادي سمنان أسفل سد سمنان وتحتل الجزاء الشرق من محافظة الزلفي ومن ابنائها مالك بن الريب الشاعر المعروف في عهد عثمان بن عفان، كما يوجد في هذه القرية الصغيرة سد سمنان وبعض المزارع والمساكن، فهي تعتبر من اقدم المناطق الاثريه فإلى يومكم هدا توجد اثار بيوت الطين والادوات التراثيه.